# Saint-Jean-sur-Couesnon
Pour les articles homonymes, voir Saint-Jean et Couesnon (homonymie).
Saint-Jean-sur-Couesnon est une ancienne commune française située dans le département d'Ille-et-Vilaine en région Bretagne, peuplée de 1 223 habitants. Le 1er janvier 2019, elle a fusionné avec Saint-Georges-de-Chesné, Saint-Marc-sur-Couesnon et Vendel pour former la commune de Rives-du-Couesnon.

## Géographie
Saint-Jean-sur-Couesnon est situé à 33 km au nord-est de Rennes et à 45 km au sud du mont Saint-Michel dans le pays de Fougères.
Les communes limitrophes sont Saint-Marc-sur-Couesnon, La Chapelle-Saint-Aubert, Vendel, Saint-Georges-de-Chesné, Saint-Aubin-du-Cormier  et Mézières-sur-Couesnon.
|                        | Saint-Marc-sur-Couesnon | La Chapelle-Saint-Aubert |
| Mézières-sur-Couesnon  | Saint-Jean-sur-Couesnon | Vendel                   |
| Saint-Aubin-du-Cormier |                         | Saint-Georges-de-Chesné  |

## Toponymie
Le nom de la localité est attesté sous la forme Sanctus Johannis super Coysnon en 1122. 
Son nom en breton est Sant-Yann-ar-C'houenon.
Le nom de la commune vient de saint Jean-Baptiste, patron de la ville, et du nom du petit fleuve le traversant.

## Histoire
La paroisse existe déjà au XIe siècle, date à laquelle l'église de Saint-Jean est donnée à l'abbaye de Saint-Florent d'Anjou.
Démembrement de la baronnie de Vitré, Saint-Jean-sur-Couesnon est une châtellenie d'ancienneté et possède un droit de haute justice. Le bourg abrite une prison ainsi que l'auditoire de la seigneurie de La Dobiaye.
En 1796, le bourg devient le lieu d'affrontement de la chouannerie contre Remagnes et, peu après, les Chouans renversent un arbre de la Liberté. Dans la nuit du 3 au 4 juillet 1795, ils mettent en place la destruction successive de tous les ponts de la commune dans le but de freiner les troupes circulant entre Rennes et Fougères.
Le 1er janvier 2019, la commune fusionne avec trois autres communes pour former la commune nouvelle de Rives-du-Couesnon.

## Politique et administration
| Période                                  | Période | Identité         | Étiquette | Qualité                                                                               |
| ---------------------------------------- | ------- | ---------------- | --------- | ------------------------------------------------------------------------------------- |
| juin 1995                                | 2018    | Pierre Prodhomme | DVD       | Agriculteur, président de la communauté de communes du Pays de Saint-Aubin-du-Cormier |
| Les données manquantes sont à compléter. |         |                  |           |                                                                                       |

## Démographie
En 2021, la commune comptait 1 223 habitants. Depuis 2004, les enquêtes de recensement dans les communes de moins de 10 000 habitants ont lieu tous les cinq ans (en 2004, 2009, 2014, etc. pour Saint-Jean-sur-Couesnon) et les chiffres de population municipale légale des autres années sont des estimations.
| 1793  | 1800  | 1806  | 1821  | 1831  | 1836  | 1841  | 1846  | 1851  |
| ----- | ----- | ----- | ----- | ----- | ----- | ----- | ----- | ----- |
| 1 500 | 1 268 | 1 284 | 1 285 | 1 207 | 1 273 | 1 256 | 1 329 | 1 305 |

| 1856  | 1861  | 1866  | 1872  | 1876  | 1881  | 1886  | 1891  | 1896  |
| ----- | ----- | ----- | ----- | ----- | ----- | ----- | ----- | ----- |
| 1 385 | 1 362 | 1 432 | 1 342 | 1 296 | 1 252 | 1 274 | 1 239 | 1 249 |

| 1901  | 1906  | 1911  | 1921  | 1926 | 1931  | 1936  | 1946  | 1954 |
| ----- | ----- | ----- | ----- | ---- | ----- | ----- | ----- | ---- |
| 1 197 | 1 216 | 1 207 | 1 000 | 992  | 1 062 | 1 041 | 1 005 | 963  |

| 1962 | 1968 | 1975 | 1982 | 1990 | 1999 | 2004 | 2009  | 2014  |
| ---- | ---- | ---- | ---- | ---- | ---- | ---- | ----- | ----- |
| 895  | 826  | 745  | 729  | 729  | 863  | 987  | 1 055 | 1 136 |

| 2018  | - | - | - | - | - | - | - | - |
| ----- | - | - | - | - | - | - | - | - |
| 1 197 | - | - | - | - | - | - | - | - |

## Lieux et monuments

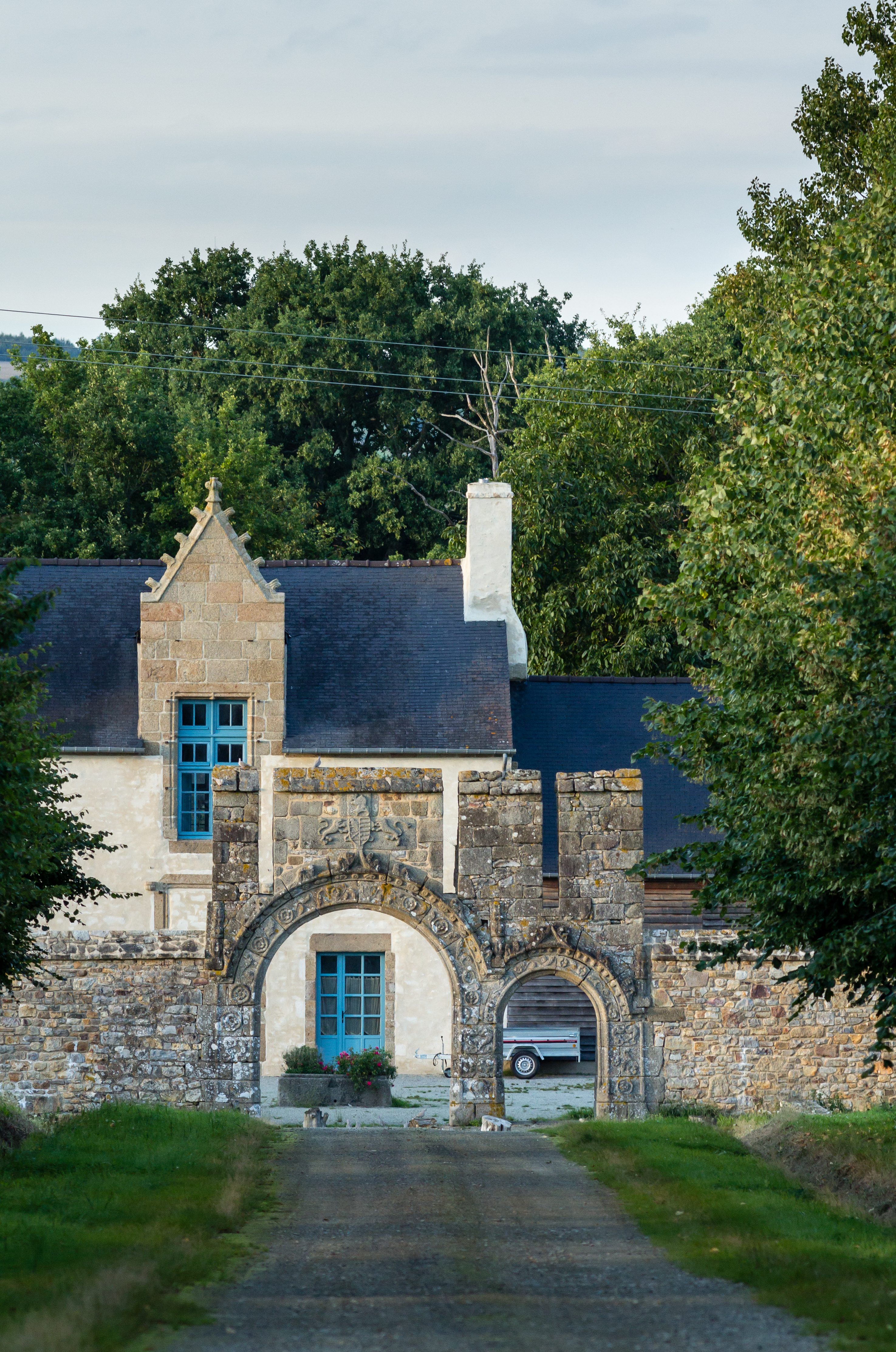
Restes du château de la Dobiais.

- Le manoir de la Dobiais (ou Dobiaye) en granit et grès (XVIIe siècle)[8],[9].
- L'église Saint-Jean-Baptiste en granit et grès (architectes : Jourdin et Crespel) (XVIIIe et XIXe siècles).
- Ancien moulin à eau pour fabrication de papier, en grès et granit (XIXe – XXe siècle).

## Activité et manifestations

### Sports
La commune de Saint-Jean-sur-Couesnon compte de nombreuses activités sportives.
- Badminton.
- Escalade.
- Football.
- Gymnastique Loisirs.
- Joger du Couesnon.
- Palet.
- Tennis.
- Volley-ball.

Les clubs de badminton, football, gymnastique, tennis et volley-ball sont regroupés en une seule association : l'Avenir Club du Couesnon.
La commune dispose d'un terrain de football ainsi que d'une salle de sport construite en 2001.